# Алексино-Туголес
Але́ксино-Туголе́с — деревня в Шатурском муниципальном районе Московской области. Входит в состав Кривандинского сельского поселения. Население — 162 чел. (2010).

## Название
В письменных источниках деревня упоминается как Старое Алексино или Большое Алексино.
Название Алексино связано с Алекса, разговорной формой личного имени Алексей. В 1920-х годах был образован Алексинский сельсовет, который позднее был объединён с Туголесским в один Алексино-Туголесский сельсовет. Центр нового сельсовета стал называться Алексино-Туголес.

## География
Деревня Алексино-Туголес расположена в центральной части Шатурского района, расстояние до МКАД порядка 134 км. Высота над уровнем моря 132 м.

## История
Впервые упоминается в писцовой Владимирской книге В. Кропоткина 1637—1648 гг. как деревня Алексино старое Туголесской волости Владимирского уезда. Деревня принадлежала Артемью Степановичу Хрущеву и Алене Кайсаровой.
Последними владельцами деревни перед отменой крепостного права были помещики Васильчиковы и Александр Николаевич Хрущев.
После отмены крепостного права деревня вошла в состав Лузгаринской волости.
В советское время деревня входила в Лузгаринский сельсовет.

## Население
| 1859 | 1868 | 1885 | 1905 | 1926 | 1931 |
| ---- | ---- | ---- | ---- | ---- | ---- |
| 110  | ↗130 | ↗188 | ↗455 | ↗561 | ↗723 |
| 1970 | 1993 | 2002 | 2006 | 2010 |      |
| ↘261 | ↘54  | ↗120 | ↗135 | ↗162 |      |

## Инфраструктура
Личное подсобное хозяйство с зоной сельскохозяйственного использования, индивидуальная застройка усадебного типа.
Основа экономики — сельское хозяйство.

## Транспорт
Остановка общественного транспорта «Алексино-Туголес». 